# 近鉄弥富駅
近鉄弥富駅（きんてつやとみえき）は、愛知県弥富市鯏浦町西前新田にある近畿日本鉄道（近鉄）名古屋線の駅である。駅番号はE11。
近鉄線では愛知県最西端の駅である。海抜ゼロメートル地帯にある。

## 歴史
1938年（昭和13年）の関西急行電鉄の開通に伴い開業。1994年（平成6年）のわかしゃち国体を契機に、橋上駅化と北口の整備が行われた。
- 1938年（昭和13年）6月26日：関西急行電鉄の桑名 - 関急名古屋（現・近鉄名古屋）間開通時に関急弥富駅として開業[4]。
- 1940年（昭和15年）1月1日：参宮急行電鉄が関西急行電鉄を合併、参宮急行電鉄の駅となる[4]。同時に参急弥富駅と改称[5]。
- 1941年（昭和16年）3月15日：大阪電気軌道が参宮急行電鉄を合併、関西急行鉄道が成立[4]。線路名称の改定により名古屋線所属駅となる[6]。同時に関急弥富駅に改称[5]。
- 1944年（昭和19年）6月1日：関西急行鉄道の南海鉄道との合併に伴い、近畿日本鉄道の駅となる[4]。同時に駅名を近畿日本弥富駅とする[5]。
- 1970年（昭和45年）3月1日：近鉄弥富駅に改称[5]。
- 1976年（昭和51年）3月18日：急行の停車駅に追加される。
- 1993年（平成5年）7月12日：橋上駅舎化に着手[7]。
- 1994年（平成6年）9月23日：橋上駅化[1]。
- 2007年（平成19年）4月1日：PiTaPa使用開始[8]。
- 時期不明：終日無人駅化。

## 駅構造
待避可能な島式2面4線のホームを持つ橋上駅である。改札口は1ヶ所のみ。出入口は南北双方に1ヶ所ずつとなっている。

### のりば
| のりば | 路線       | 方向 | 行先                   |
| ------ | ---------- | ---- | ---------------------- |
| 1・2   | E 名古屋線 | 下り | 伊勢中川・五十鈴川方面 |
| 3・4   | E 名古屋線 | 上り | 近鉄名古屋方面         |

内側2線（2番線と3番線）が主本線、外側2線（1番線と4番線）が待避線である。

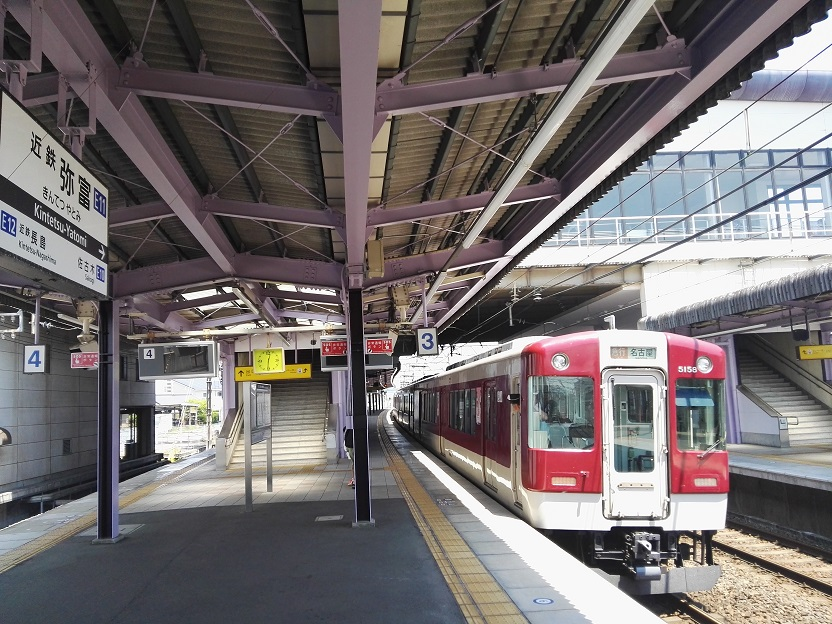
ホーム
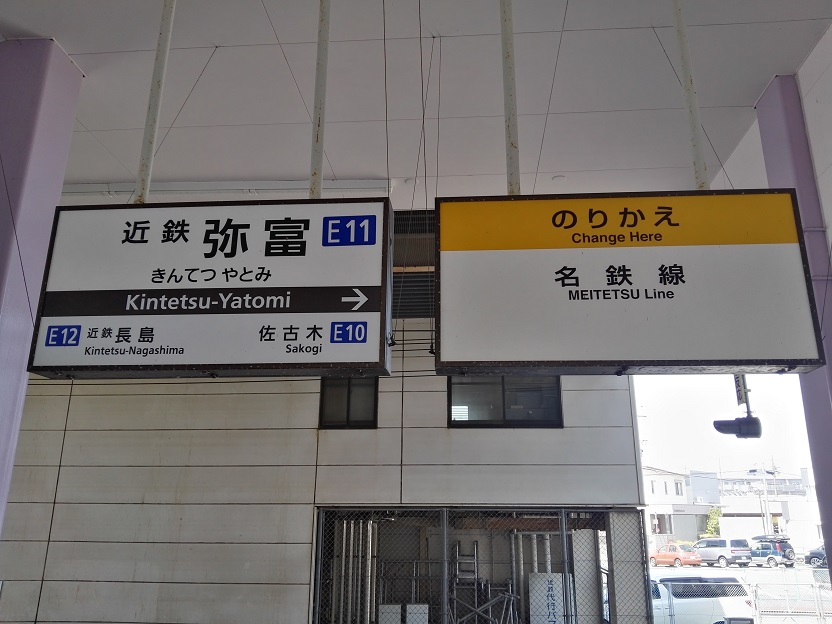
駅名標と名鉄への乗換案内
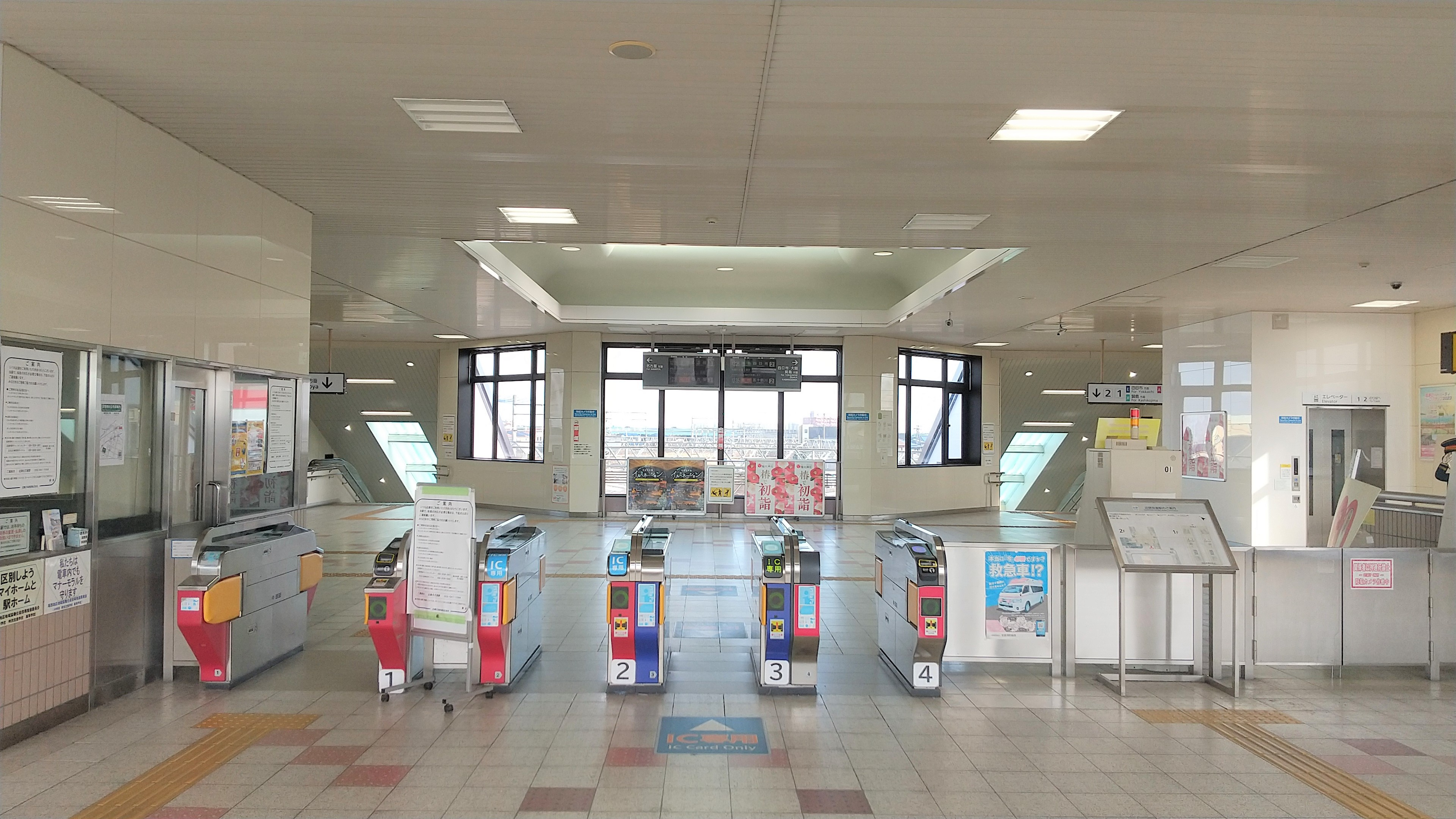
改札口（2023年1月）

## 特徴

### 停車列車
特急以外の全一般列車が停車する。日中は急行が毎時3本、準急（近鉄蟹江駅 - 近鉄四日市駅間各駅停車）が毎時2本、普通列車が毎時1本発着している。
夕方ラッシュ時には伊勢中川方面への全ての急行が、当駅で準急・普通に連絡する。
名古屋線急行の待避可能駅の一つであるが、伊勢中川方面への急行は当駅で特急列車を待避しない場合、近鉄四日市駅か塩浜駅まで待避不可となっている（桑名駅と近鉄富田駅は駅構造の関係で待避不可、近鉄四日市駅は早朝と夜間を除いて準急・普通列車の特急・急行待避および緩急接続に使用しているため）。
伊勢中川方面への急行は、近鉄名古屋駅を急行の4分 - 7分後に発車する特急（主に25分発名伊・名阪甲特急、夕方の15分発および45分発名伊乙特急）の待避を行う。。
名古屋方面への急行は、近鉄蟹江駅と桑名駅でも特急待避は可能であるが、両駅とも普通列車の特急・急行待避に使用している。しかし、日中は塩浜駅や江戸橋駅にて乙特急を待避した後に続行して急行が運転されるダイヤであるため、当駅における急行の特急待避はほとんどない。ただし、平日夜間および土休日（主に甲特急の増発時間帯）を中心に、当駅にて特急待避を行う列車が一部存在する。

### 営業面・駅設備関係
近鉄名古屋駅管理の無人駅で、PiTaPa・ICOCA対応の自動改札機および自動精算機（回数券カードおよびICカードのチャージに対応）が設置されている。
定期券・特急券自動発売機にて特急券及び定期券の購入が可能。

### その他
1967年（昭和42年）の富吉検車区開業前は、名古屋方面からの普通列車は原則として当駅または近畿日本蟹江駅（現在の近鉄蟹江駅）で折り返していた。その後は1983年（昭和58年）まで早朝・深夜に当駅始発・終着列車が存在したが、現在では異常時を除いて運転されることはない。
1997年（平成9年）、南口ロータリーに「八一三（やとみ）の塔」というモニュメント（高さ8.13 m）が建てられた。塔の上部には時計が据え付けられているほか、側面にはキンギョのデザインが施されている。

## 当駅乗降人員
近年における当駅の1日乗降人員の調査結果は以下の通り。
| 調査日         | 一日 乗降人員 | 出典   |
| -------------- | ------------- | ------ |
| 2005年11月8日  | 12,343        |        |
| 2008年11月18日 | 12,124        |        |
| 2010年11月9日  | 11,187        |        |
| 2012年11月13日 | 11,374        | [ 14 ] |
| 2015年11月10日 | 11,762        |        |
| 2018年11月13日 | 11,423        |        |
| 2021年11月9日  | 9,797         | [ 15 ] |
| 2022年11月8日  | 10,475        |        |
| 2023年11月7日  | 10,705        |        |
| 2024年11月12日 | 10,082        |        |

## 利用状況
近鉄弥富駅の利用状況の変遷を下表に示す。
- 輸送実績（乗車人員）の単位は人 / 年度である。
- 乗降人員調査結果は任意の1日における値（単位：人）である。調査日の天候・行事等の要因によって変動が大きいので年度間の比較には注意を要する。
- 表中、最高値を赤色で、最高値を記録した年度以降の最低値を青色で、最高値を記録した年度以前の最低値を緑色で表記している。

| 年度別利用状況（近鉄弥富駅） | 年度別利用状況（近鉄弥富駅）         | 年度別利用状況（近鉄弥富駅）         | 年度別利用状況（近鉄弥富駅）         | 年度別利用状況（近鉄弥富駅）         | 年度別利用状況（近鉄弥富駅） | 年度別利用状況（近鉄弥富駅） | 年度別利用状況（近鉄弥富駅） |
| 年 度                        | 当駅分輸送実績（乗車人員）：人／年度 | 当駅分輸送実績（乗車人員）：人／年度 | 当駅分輸送実績（乗車人員）：人／年度 | 当駅分輸送実績（乗車人員）：人／年度 | 乗降人員調査結果 人／日      | 乗降人員調査結果 人／日      | 特 記 事 項                  |
| ---------------------------- | ------------------------------------ | ------------------------------------ | ------------------------------------ | ------------------------------------ | ---------------------------- | ---------------------------- | ---------------------------- |
| 年 度                        | 通勤定期                             | 通学定期                             | 定期外                               | 合 計                                | 調査日                       | 調査結果                     | 特 記 事 項                  |
| 1978年（昭和53年）           | 2,010,420                            | ←←←←                                 | 918,298                              | 2,928,718                            |                              |                              |                              |
| 1979年（昭和54年）           | 1,992,120                            | ←←←←                                 | 941,420                              | 2,933,540                            |                              |                              |                              |
| 1980年（昭和55年）           | 1,992,030                            | ←←←←                                 | 954,036                              | 2,946,066                            |                              |                              |                              |
| 1981年（昭和56年）           | 2,070,780                            | ←←←←                                 | 936,483                              | 3,007,263                            |                              |                              |                              |
| 1982年（昭和57年）           | 2,032,410                            | ←←←←                                 | 948,534                              | 2,980,944                            | 11月16日                     | 14,338                       |                              |
| 1983年（昭和58年）           | 2,044,500                            | ←←←←                                 | 953,160                              | 2,997,660                            | 11月8日                      | 14,271                       |                              |
| 1984年（昭和59年）           | 2,044,980                            | ←←←←                                 | 922,070                              | 2,967,050                            | 11月6日                      | 14,169                       |                              |
| 1985年（昭和60年）           | 2,129,670                            | ←←←←                                 | 914,012                              | 3,043,682                            | 11月12日                     | 14,770                       |                              |
| 1986年（昭和61年）           | 2,208,360                            | ←←←←                                 | 930,136                              | 3,138,496                            | 11月11日                     | 14,692                       |                              |
| 1987年（昭和62年）           | 2,305,020                            | ←←←←                                 | 903,982                              | 3,209,002                            | 11月10日                     | 14,405                       |                              |
| 1988年（昭和63年）           | 2,291,550                            | ←←←←                                 | 907,782                              | 3,199,332                            | 11月8日                      | 14,143                       |                              |
| 1989年（平成元年）           | 2,274,510                            | ←←←←                                 | 879,874                              | 3,154,384                            | 11月14日                     | 15,203                       |                              |
| 1990年（平成2年）            | 2,285,550                            | ←←←←                                 | 919,796                              | 3,205,346                            | 11月6日                      | 15,591                       |                              |
| 1991年（平成3年）            | 2,364,240                            | ←←←←                                 | 903,603                              | 3,267,843                            |                              |                              |                              |
| 1992年（平成4年）            | 2,370,450                            | ←←←←                                 | 886,687                              | 3,257,137                            | 11月10日                     | 15,483                       |                              |
| 1993年（平成5年）            | 2,349,840                            | ←←←←                                 | 870,294                              | 3,220,134                            |                              |                              |                              |
| 1994年（平成6年）            | 2,253,300                            | ←←←←                                 | 850,246                              | 3,103,546                            |                              |                              |                              |
| 1995年（平成7年）            | 2,258,670                            | ←←←←                                 | 853,334                              | 3,112,004                            | 12月5日                      | 15,471                       |                              |
| 1996年（平成8年）            | 2,155,050                            | ←←←←                                 | 839,640                              | 2,994,690                            |                              |                              |                              |
| 1997年（平成9年）            | 2,042,760                            | ←←←←                                 | 817,388                              | 2,860,148                            |                              |                              |                              |
| 1998年（平成10年）           | 2,008,980                            | ←←←←                                 | 812,586                              | 2,821,566                            |                              |                              |                              |
| 1999年（平成11年）           | 1,941,480                            | ←←←←                                 | 812,333                              | 2,753,813                            |                              |                              |                              |
| 2000年（平成12年）           | 1,901,850                            | ←←←←                                 | 812,068                              | 2,713,918                            |                              |                              |                              |
| 2001年（平成13年）           | 1,843,590                            | ←←←←                                 | 812,774                              | 2,656,364                            |                              |                              |                              |
| 2002年（平成14年）           | 1,779,870                            | ←←←←                                 | 793,344                              | 2,573,214                            |                              |                              |                              |
| 2003年（平成15年）           | 1,699,530                            | ←←←←                                 | 777,335                              | 2,476,865                            |                              |                              |                              |
| 2004年（平成16年）           | 1,668,240                            | ←←←←                                 | 752,858                              | 2,421,098                            |                              |                              |                              |
| 2005年（平成17年）           | 1,649,250                            | ←←←←                                 | 774,967                              | 2,424,217                            | 11月8日                      | 12,343                       |                              |
| 2006年（平成18年）           | 1,648,740                            | ←←←←                                 | 757,449                              | 2,406,189                            |                              |                              |                              |
| 2007年（平成19年）           | 1,629,540                            | ←←←←                                 | 775,636                              | 2,405,176                            |                              |                              |                              |
| 2008年（平成20年）           | 1,627,470                            | ←←←←                                 | 758,878                              | 2,386,348                            | 11月18日                     | 12,124                       |                              |
| 2009年（平成21年）           |                                      | ←←←←                                 |                                      |                                      |                              |                              |                              |
| 2010年（平成22年）           |                                      | ←←←←                                 |                                      |                                      |                              |                              |                              |
| 2011年（平成23年）           |                                      | ←←←←                                 |                                      |                                      |                              |                              |                              |
| 2012年（平成24年）           |                                      | ←←←←                                 |                                      |                                      |                              |                              |                              |
| 2013年（平成25年）           |                                      | ←←←←                                 |                                      |                                      |                              |                              |                              |
| 2014年（平成26年）           |                                      | ←←←←                                 |                                      |                                      |                              |                              |                              |

## 駅周辺
- 弥富市役所
- 弥富郵便局
- JR東海関西本線・名鉄尾西線 弥富駅
- イオンタウン弥富
- ヨシヅヤ弥富店
- 生鮮館やまひこ 弥富店
- 川崎重工業弥富寮
- ヤマナカパディー店
- 百五銀行 弥富支店
- JA愛知厚生連海南病院

## バス路線
| バス停                                   | 形態                                     | 路線名                                   | 主な経由地                               | 行先                                     | 備考                                           |
| 弥富市コミュニティバス（きんちゃんバス） | 弥富市コミュニティバス（きんちゃんバス） | 弥富市コミュニティバス（きんちゃんバス） | 弥富市コミュニティバス（きんちゃんバス） | 弥富市コミュニティバス（きんちゃんバス） | 弥富市コミュニティバス（きんちゃんバス）       |
| ---------------------------------------- | ---------------------------------------- | ---------------------------------------- | ---------------------------------------- | ---------------------------------------- | ---------------------------------------------- |
| 近鉄弥富駅前                             | コミュニティバス                         | 北部ルート（右）                         | 弥生・桜・白鳥学区方面                   | 循環                                     | トレーニングセンター（名古屋競馬場）も経由する |
| 近鉄弥富駅前                             | コミュニティバス                         | 北部ルート（左）                         | 弥生・桜・白鳥学区方面                   | 循環                                     | トレーニングセンター（名古屋競馬場）も経由する |
| 近鉄弥富駅前                             | コミュニティバス                         | 南部ルート（右）                         | 大藤・栄南学区方面                       | 循環                                     | トレーニングセンター（名古屋競馬場）も経由する |
| 近鉄弥富駅前                             | コミュニティバス                         | 南部ルート（左）                         | 大藤・栄南学区方面                       | 循環                                     | トレーニングセンター（名古屋競馬場）も経由する |
| 木曽岬町自主運行バス                     |                                          |                                          |                                          |                                          |                                                |
| 近鉄弥富駅前                             | コミュニティバス                         | 中央線                                   | 加路戸                                   | 上松永                                   |                                                |
| 近鉄弥富駅前                             | コミュニティバス                         | 源緑見入線                               | 和泉神社                                 | 木曽岬温泉                               |                                                |
| 三重交通バス                             |                                          |                                          |                                          |                                          |                                                |
| 弥富                                     | 路線バス                                 | 50系統名古屋桑名線                       | 伊勢大橋                                 | 桑名駅前                                 | 深夜一便のみ                                   |

## 隣の駅
近畿日本鉄道
E 名古屋線
■急行
近鉄蟹江駅 (E08) -  近鉄弥富駅 (E11) - 桑名駅 (E13)
- なばなの里ウインターイルミネーション開催期間中の土日祝日は一部近鉄長島駅(E12)に臨時停車。

■準急・■普通
佐古木駅 (E10) - 近鉄弥富駅 (E11) - 近鉄長島駅 (E12)
- 括弧内は駅番号を示す。